# Kasteel van Brest

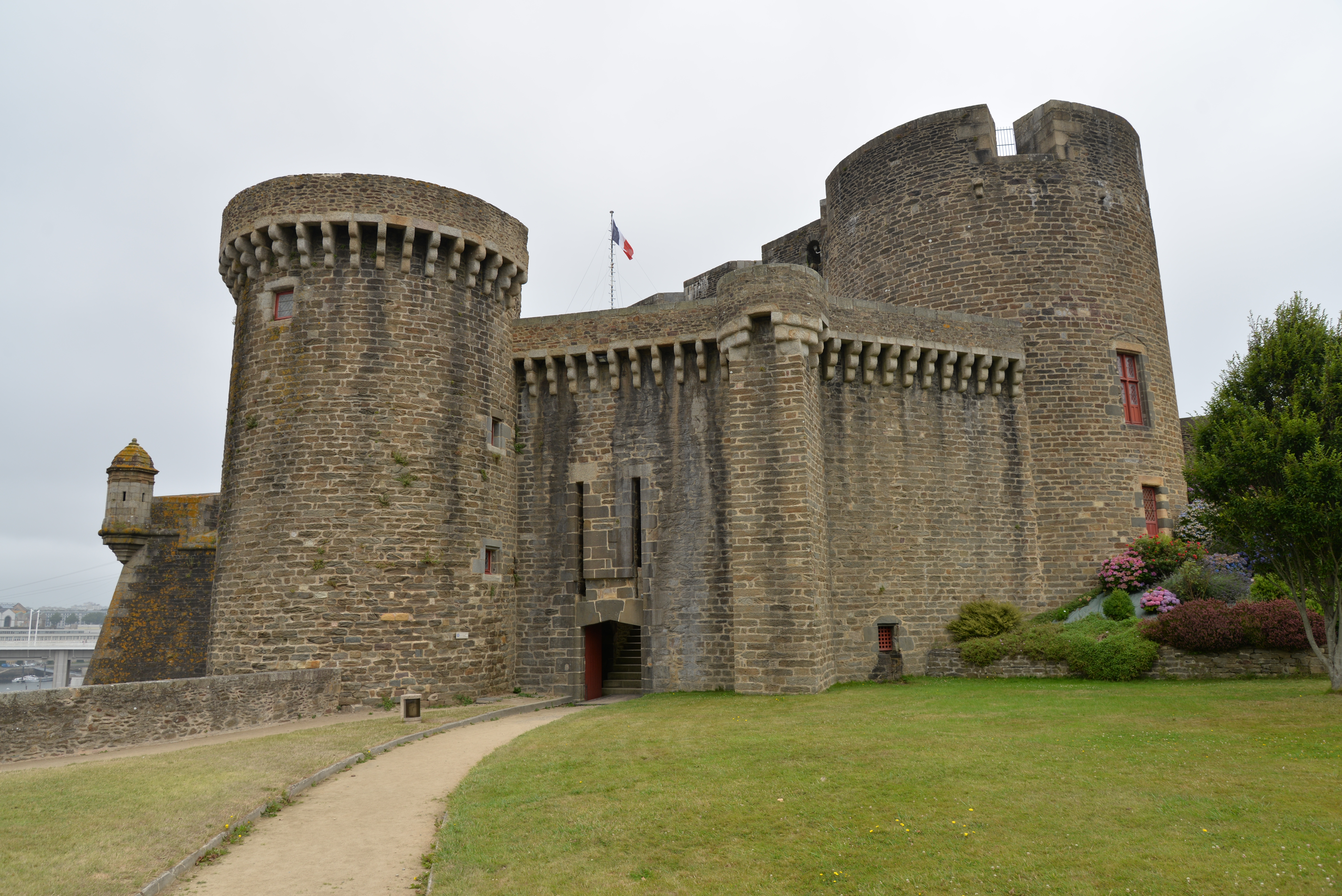
Donjon

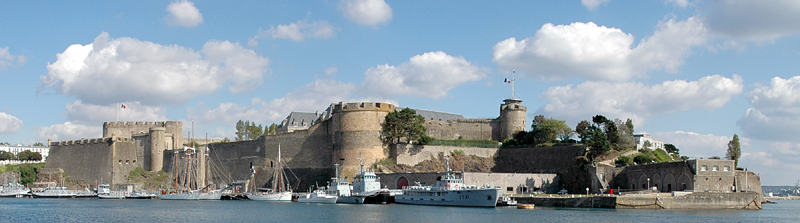

Het Kasteel van Brest (Frans: Château de Brest) is een militaire vesting gelegen aan de haven van Brest. In het kasteel is het museum van de marine gevestigd.

## Geschiedenis
Het kasteel met zijn donjon werd gebouwd bij de monding van de Penfeld als feodale burcht in de 11e eeuw, maar in de Gallo-Romeinse tijd was hier al een nederzetting. Het kasteel werd aangepast aan de nieuwe krijgstechnieken in de 17e eeuw door Vauban. Tijdens de Tweede Wereldoorlog bouwden de Duitsers een uitgebreid gangenstelsel onder het kasteel. In het kasteel zelf was er een gevangenis.
Het kasteel werd in 1923 beschermd als historisch monument.

## Museum
In het kasteel is het Nationaal Museum van de Marine (Musée national de la Marine) gevestigd. In de permanente tentoonstelling wordt de geschiedenis van Brest en van de Franse marine getoond.

## Militaire functie
In de ondergrondse ruimten van het kasteel, die niet toegankelijk zijn voor het publiek, is sinds 1953 de maritieme prefect gevestigd alsook een militair hoofdkwartier van de Franse marine. Met name bevinden zich hier het commandocentrum van de Franse marine voor de Atlantische Oceaan en het commandocentrum van de Force océanique stratégique, dat de Franse onderzeeërs met kernwapens aanstuurt.